# Sydney Howard
Sydney Howard (7 de agosto de 1884 – 12 de junho de 1946) foi um ator de cinema e comediante britânico nascido em Leeds, West Riding of Yorkshire, Reino Unido.
Sendo uma estrela teatral, Howard fez sua estreia no cinema com o filme de 1929, Splinters, dirigido por Jack Raymond. Apesar de sua popularidade nos filmes da década de 1920 e 1930, que ele apareceu, Howard é quase totalmente esquecido na atualidade. Seu filme mais revivido é When We Are Married, no qual interpretou um fotógrafo bêbado.
Faleceu em Londres, Reino Unido, em 1946.

## Filmografia selecionada
- Up for the Cup (1931)
- Trouble (1933)
- Girls, Please! (1934)
- Mr. Proudfoot Shows a Light (1941)
- When We Are Married (1943)
- Flight from Folly (1945)